# Bjurholm
Bjurholm est une localité de Suède, chef-lieu de la commune de Bjurholm dans le comté de Västerbotten. Elle se trouve à 60 kilomètres au sud-ouest d'Umeå. 987 personnes y habitent.